# Station Motteville
Station Motteville is een spoorwegstation in de Franse gemeente Motteville en ligt aan de spoorlijn Paris-Saint-Lazare - Le Havre. Het station wordt bediend door de lokale TER treinen naar Rouen en Le Havre. In Motteville maken verschillende treinen kop om weer terug te rijden naar Rouen.
Het station bestaat uit vier perronsporen. Twee daarvan liggen rechtstreeks aan de hoofdspoorlijn en worden gebruikt door de treinen in de richting Rouen en Le Havre. De andere twee sporen welke aan de binnenkant liggen worden gebruikt om kop te maken. Op het station zijn waarschuwingsborden aanwezig om te waarschuwen voor het passeren van treinen op hoge snelheid. De lokale baanvaksnelheid is 160km/h.
Het station ligt midden tussen twee aftakkingen van spoorlijnen. Aan de oostkant takt de spoorlijn naar Montérolier Buchy af. Deze spoorlijn wordt alleen door goederentreinen gebruikt. Aan de westkant takt de spoorlijn naar Saint-Valéry en Caux af. Deze spoorlijn is gesloten voor passagiersvervoer. Eens per maand rijdt er een nucleaire trein vanaf de kernreactoren in Veulettes sur Mer en Saint-Valéry en Caux. Ook worden bouwmaterialen regelmatig via de spoorlijn aangevoerd.